# Tân Ninh, huyện Quảng Ninh
Tân Ninh là một xã thuộc huyện Quảng Ninh, tỉnh Quảng Bình, Việt Nam.

## Địa lý
Xã Tân Ninh nằm ở cực nam huyện Quảng Ninh, cách trung tâm huyện lỵ khoảng 12 km về phía Nmnam, có vị trí địa lý:
- Phía nam giáp xã Vạn Ninh và xã An Ninh
- Phía đông nam giáp huyện Lệ Thủy
- Phía đông giáp xã Gia Ninh
- Phía bắc giáp xã Duy Ninh
- Phía tây giáp xã Hiền Ninh.

Xã Tân Ninh có diện tích 11,37 km², dân số năm 2019 là 5.010 người, mật độ dân số đạt 441 người/km².

## Hành chính
Xã được chia thành 5 thôn; Quảng Xá, Hòa Bình, Nguyệt Áng, Thế Lộc, Hữu Tân.

## Kinh tế - xã hội
Tân Ninh là một xã thuần nông, người dân ở đây từ bao đời nay chủ yếu sống bằng nghề nông, nhưng do xu thế phát triển và nhu cầu đời sống một số gia đình cũng đã chuyển đổi ngành nghề và có cuộc sống ổn định và khá giả hơn, bộ mặt nông thôn nơi đây ngày một tươi mới và khang trang hơn.
Tân Ninh có tuyến đường sông (sông Long Đại) đi qua, thời kỳ kháng chiến chống Mỹ cứu nước, con sông này là nơi cất dấu phà cho bên phà Long Đại huyền thoại, xã Tân Ninh có làng chiến đấu Quảng Xá.

### Trường học
- Trường Trung học cơ sở Tân Ninh
- Trường Tiểu học Tân Ninh
- Trường Mầm non Tân Ninh.

## Văn hóa

### Di tích lịch sử
- Nhà bia tưởng niệm.
- Đình làng Quảng Xá di tích lịch sử.
- Đình làng xây dựng năm Minh Mạng thứ 19 (1838), trùng tu lần thứ nhất năm Ất Hợi (1935), lần thứ hai năm Quý Mùi (1943).
- Đình tọa lạc cạnh lũy Trường Dục, phía trước là chợ, phía đông bắc đền thờ Thần Giếng, phía tây bắc nền âm hồn.
- 1. Trước và sau Cách mạng Tháng Tám
- - Là nơi hội họp bí mật của các chiến sĩ cộng sản vùng tả ngạn Kiến Giang.
- - Địa điểm tập kết nhân dân vùng Nam Quảng Ninh về cướp chính quyền Phủ Quảng Ninh chiều 22 - 8 - 1945.
- - Nơi tổ chức trọng thể lễ phát động "tuần lễ đồng, tuần lễ vàng" cho cả vùng Tân, An, Trường, Vạn.
- - Nơi làm lễ tiễn đưa con em lên đường "Nam tiến".
- - Nơi huấn luyện tự vệ, dân quân chuẩn bị chống thực dân Pháp xâm lược.
- - Nơi trường trung học Phan Bội Châu Quảng Bình sơ tán học tập, xưởng in của tỉnh sơ tán làm việc (cuối năm 1946; đầu năm 1947).
- - Nơi tổ chức trọng thể lễ truy điệu chiến sĩ Vệ quốc đoàn Dương Viết Mẹo hy sinh tại Huế (cuối năm 1946)- Liệt sĩ đầu tiên của làng.
- - Nơi tổ chức Tết Trung thu đầu tiên sau cách mạng cho thiếu nhi.
- - Nơi tổ chức lễ cưới đầu tiên theo phong trào "Xây dựng đời sống mới".
- 2. Trong kháng chiến chống thực dân Pháp
- - Nơi trú quân của tự vệ xã canh giữ phòng tuyến từ Hỏa Lò đến Ếc chống Pháp đỗ bộ vào làng.
- - Nơi tập kết bộ đội địa phương cùng dân quân du kích qua đò bến chợ phá đường quốc lộ, bao vây đồn Trần Xá, diệt đồn Võ Xá, bảo vệ và thu hoạch mùa ở Ninh Châu.
- - Nơi trực chiến của bộ đội địa phương cùng du kích đánh ca nô địch từ Quán Hàu lên Mỹ Trung và ngược lại.
- - Ngày 09/6/1954 địch thả bom Na-pan, bom sát thương phá hoại đình và giết hại 33 người ở "Xóm Chài".
- 3. Trong kháng chiến chống Mỹ
- - Nơi sơ tán Xưởng X200 đóng phà của tỉnh.
- - Trại chế biến thực phẩm của Đoàn 559.
- Đình làng là chứng tích góp phần vào danh hiệu "Làng chiến đấu" Quảng Xá.
- Di tích làng chiến đấu Quảng Xá.
- Nhà thờ Họ Nguyễn
- Nhà thờ Họ Dương
- Nhà thờ Họ Trần

## Danh nhân
- Cử nhân Nguyễn Nhuận (Nguyễn Văn Nhuận), người làng Quảng Xá, xã Tân Ninh, huyện Quảng Ninh, được vua Tự Đức mời vào cung dạy hoàng tử Ưng Lịch (sau này là vua Hàm Nghi). Sau khi Hàm Nghi lên ngôi năm 1884, Nguyễn Nhuận được bổ nhiệm làm tri huyện Tuyên Hóa, Quảng Bình[3][4]
- Thiếu tướng: Nguyễn Hải - Nguyên Tư lệnh Binh đoàn 15
- Làng Quảng Xá thuộc xã Tân Ninh, Quảng Ninh, Quảng Bình có 6 nhạc sĩ:
  - Giáo sư Nhạc sĩ NGND Dương Viết Á
  - Nhạc sĩ Dương Viết Chiến Sáng tác nhiều bài hát trong đó có bài Tuổi xuân sư phạm và bài hát Quảng Xá mảnh đất tình người.
  - Nhạc sĩ Dương Mạnh Đạt, Chi hội trưởng chi hội âm nhạc Việt Nam tại Lâm Đồng
  - Nhạc sĩ Dương Viết Hòa, Chi hội trưởng nhạc sĩ Việt Nam tại Bình Định, tốt nghiệp Trường Quốc gia âm nhạc Huế năm 1984, người sáng lập Trung tâm Âm nhạc Dương Gia tại Quy Nhơn
  - Nữ nhạc sĩ Dương Bích Hà
  - Nữ nhạc sĩ Dương Thị Nguyệt Ánh.

Ngoài ra còn có hai con rể của làng là nhạc sĩ Phạm Tuyên, nhạc sĩ Vĩnh Phúc.